# Okres Tachov
Tachov (Duits: Tachau) is een district (Tsjechisch: okres) in de Tsjechische regio Pilsen. De hoofdstad is Tachov. Het district bestaat uit 51 gemeenten (Tsjechisch: obec).

## Lijst van gemeenten
De obce (gemeenten) van de okres Tachov. De vetgedrukte plaatsen hebben stadsrechten.
Benešovice - Bezdružice - Bor - Brod nad Tichou - Broumov - Cebiv - Ctiboř - Částkov - Černošín - Dlouhý Újezd - Erpužice - Halže - Horní Kozolupy - Hošťka - Chodová Planá - Chodský Újezd - Kladruby - Kočov - Kokašice - Konstantinovy Lázně - Kostelec - Kšice - Lesná - Lestkov - Lom u Tachova - Milíře - Obora - Olbramov - Ošelín - Planá - Prostiboř - Přimda - Rozvadov - Skapce - Staré Sedliště - Staré Sedlo - Stráž - Stříbro - Studánka - Sulislav - Svojšín - Sytno - Tachov - Tisová - Trpísty - Třemešné - Únehle - Vranov - Zadní Chodov - Záchlumí - Zhoř
Domažlice · Klatovy · Plzeň-jih · -město · -sever · Rokycany · Tachov